# Hans Bohn
Hans Bohn (n. 13 ianuarie 1927, Sânpetru Mic, județul Timiș) este un jurnalist și scriitor de limba germană originar din Banat, România. 
În 1945 a fost deportat în Uniunea Sovietică împreaună cu tatăl său. A supraviețuit și s-a întors acasă în 1950.
La întoarcerea în România a lucrat ca învățător.
Între 1951-1954 și-a îndeplinit serviciul militar la minele din Uricani.
În 1955, după satisfacerea serviciului militar, a luat bacalaureatul la liceul Loga din Timișoara. Apoi a urmat, la București, facultatea de istorie și filologie, pe care a absolvit-o în 1960.
A început să publice poezii și povestiri.
Între 1955 și 1957 a codus cercul de literatură a studenților și elevilor „Nikolaus Lenau", perioadă în care a lucrat ca profesor de istorie.
În perioada 1956-1985 Hans Bohn a activat ca redactor cultural la secțiunea de limba germană a postului de radio din Timișoara. A scris 16 piese de teatru radiofonic, care au fost difuzate periodic. 
În 1990 a plecat în Germania și s-a stabilit în localitatea Landshut.
Din 1991 lucrează la „Karlsbader Zeitung".

## Scrieri
- So hab ich das Leben lieben gelernt (versuri), 1956[2]
- Im Acker der Zeit, Editura Helicon, Timișoara, 1992[4]
- Verlorene Heimat, Editura Helicon, Timișoara, 1993,[4]
- Weiden biegen sich im Wind... Editare în regie proprie, 1995 [5]
- Als die Schwalben heimwärts zogen / Jahre der Erinnerung, Editura Langen Müller, München. 1999; ISBN 3-7844-2719-7,  ISBN 978-3-7844-2719-5 [6]
- Zwischen Grenzen und Zeiten, Nürnberg, Helmut Preußler Verlag, 2002, ISBN: 3-934679-03-X
- Im Bann besiegelter Jahre. Kurzromanen und Erzählungen aus der südostdeutschen Nachkriegsgeschichte, Editura Cosmopolitan Art, Timișoara, 2007 [6]